# Bechet
Bechet város Romániában Dolj megyében, a Duna partján, a megyeszékhely Craiovától kb. 70 kilométer távolságra déli irányban. Határátkelő hely Bulgária felé; az átlépés komppal történik Bechet és Rahova – Orjahovo között.

## Látnivalók
- 1974-ben alapított falumúzeum, néprajzi és történelmi gyűjteménnyel